# Pedrera
Pedrera è un comune spagnolo di 4 960 abitanti situato nella comunità autonoma dell'Andalusia.